# Trompetele lui Tutankhamon

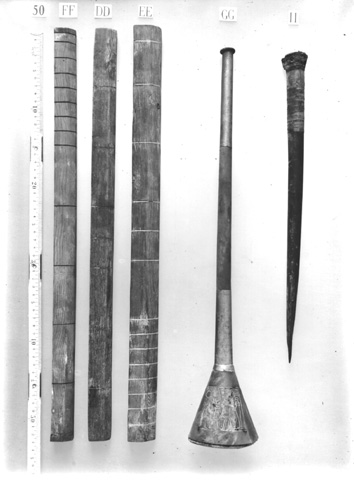
Trompeta de bronz/cupru fotografiată de Harry Burton la scurt timp după descoperirea acesteia
Fotografia lui Burton. Nr. P0227, Carter No. 050gg, Muzeul Egiptean, Cairo JE 62008; Exhib. 125

Trompetele lui Tutankhamon sunt o pereche de trompete găsite în camera mormântului faraonului Tutankhamon al dinastiei a XVIII-a. Trompetele, una din argint sterlin și una din bronz sau cupru, sunt considerate a fi cele mai vechi trompete operaționale din lume și singurele exemplare supraviețuitoare cunoscute din Egiptul antic.
Trompetele au fost găsite în 1922 de către Howard Carter în timpul săpăturilor la Mormântul lui Tutankhamon. Trompeta de bronz a fost descoperită în anticamera mormântului într-un cufăr mare care conținea diverse obiecte militare și bastoane. Trompeta de argint a fost găsită ulterior în camera mormântului. Ambele sunt gravate fin, cu imagini decorative ale zeilor Ra-Horakhty, Ptah și Amun. Clopotul trompetei de argint este gravat cu un fir de sepale și calice reprezentând o floare de lotus și praenomen și nomen ale regelui. Trompeta de bronz ar putea fi de fapt confecționată din cupru, metalul nefiind încă analizat. Trompete asemănătoare apar în picturile murale egiptene care sunt de obicei, deși nu întotdeauna, asociate cu scene militare.
Nefolosite de peste 3.000 de ani, trompetele au fost sunate în fața unei audiențe de aproximativ 150 de milioane de ascultători într-o emisiune a BBC difuzată în direct pe 16 aprilie 1939. Trompetele au fost folosite de James Tappern, membru al Regimentului al 11-lea de Husari Regali al Prințului Albert. Înregistrarea a fost prezentată recent și poate fi ascultată în programul BBC Radio 4 Ghost Music. Rex Keating, cel care a prezentat emisiunea din 1939, a susținut mai târziu că în timpul unei repetiții trompeta de argint s-a spulberat și că Alfred Lucas, membru al echipei lui Carter care a restaurat descoperirile, a fost atât de tulburat încât a trebuiut să meargă la spital. Datorită fragilității lor, este puțin probabil ca trompetele să răsune din nou în orice reconstrucție muzicală oficială.

## Dimensiuni, fabricație și performanță
Trompeta de argint are o lungime de 57,2 cm, iar trompeta de bronz/cupru este cu aproximativ 7,6 cm mai scurtă. Tuburile lor au în jur 1,3 cm în diametru la capătul gurii, iar acesta crește până la aproximativ 2,5 cm înainte de a se deschide până la 10,2 cm la extremitate. Capetele gurii sunt întărite de inele și sunt mari conform standardelor moderne. Asta face ca trompetele să fie greu de folosit. Tappern a fost nevoit să adauge un muștiuc modern (cu tot cu ambalaj pentru a se potrivi) înainte de a cânta.
Trompeta de bronz a fost examinată în detaliu de Jeremy Montagu în anii 1970. Este compusă din două secțiuni. Corpul ușor conic este realizat dintr-o foaie laminată din aliaj de cupru cu o grosime de între 0,2 și 0,25 mm. Acesta a fost lipit pe lungime prin brazare ... netezit până la un finisaj perfect”, dar este „ușor dur” intern, indicând faptul că (așa cum s-ar putea aștepta la un instrument ceremonial) aspectul a fost de o valoare mai mare decât performanța acustică. Clopotul este dintr-un material diferit, mai subțire: un aliaj de aur asemănător electrumului, cu o grosime de între 0,1 și 0,13 mm. Nu are nici o lipitură vizibilă, aceasta fiind probabil „lustruită până când aurul pare a fi dintr-o bucată”. Inelul de 3.25 mm grosime care formează piesa bucală a fost, probabil, de asemenea realizat din electrum. Se pare că inelul nu este fixat pe corpul trompetei, iar Montagu a suspectat că, deși era posibilă interpretarea a trei note la acest instrument, cea mai înaltă notă nu ar fi fost folosită. Pe lângă efortul necesar pentru a o produce, construcția trompetei nu ar fi tolerat această notă. Cea mai joasă notă nu poate fi auzită de la distanță mare, ceea ce a dus la ipoteza lui Montagu că numai nota de mijloc era utilizată într-un cod de semnalizare ritmic.

## Presupuse puteri magice
Trompeta de bronz a fost printre obiectele furate de la Muzeul Egiptean din Cairo în timpul jafurilor și revoltelor egiptene din 2011, dar a fost returnată misterios la muzeu câteva săptămâni mai târziu. Potrivit Al-Ahram⁠(d), după returnarea sa, Hala Hassan, curatorul colecției Tutankhamon de la Muzeul Egiptean, a susținut că trompeta are „puteri magice” și că „ori de câte ori cineva suflă în ea are loc un război. Cu o săptămână înainte de revoluție, în timpul unui proces de documentare și fotografiere, unul dintre personalul muzeului a suflat în ea și la o săptămână după a izbucnit revoluția. Același lucru s-a întâmplat înainte de războiul din 1967 și înainte de războiul din Golf din 1991, când un student efectua o cercetare profundă asupra colecției lui Tutankhamon”.

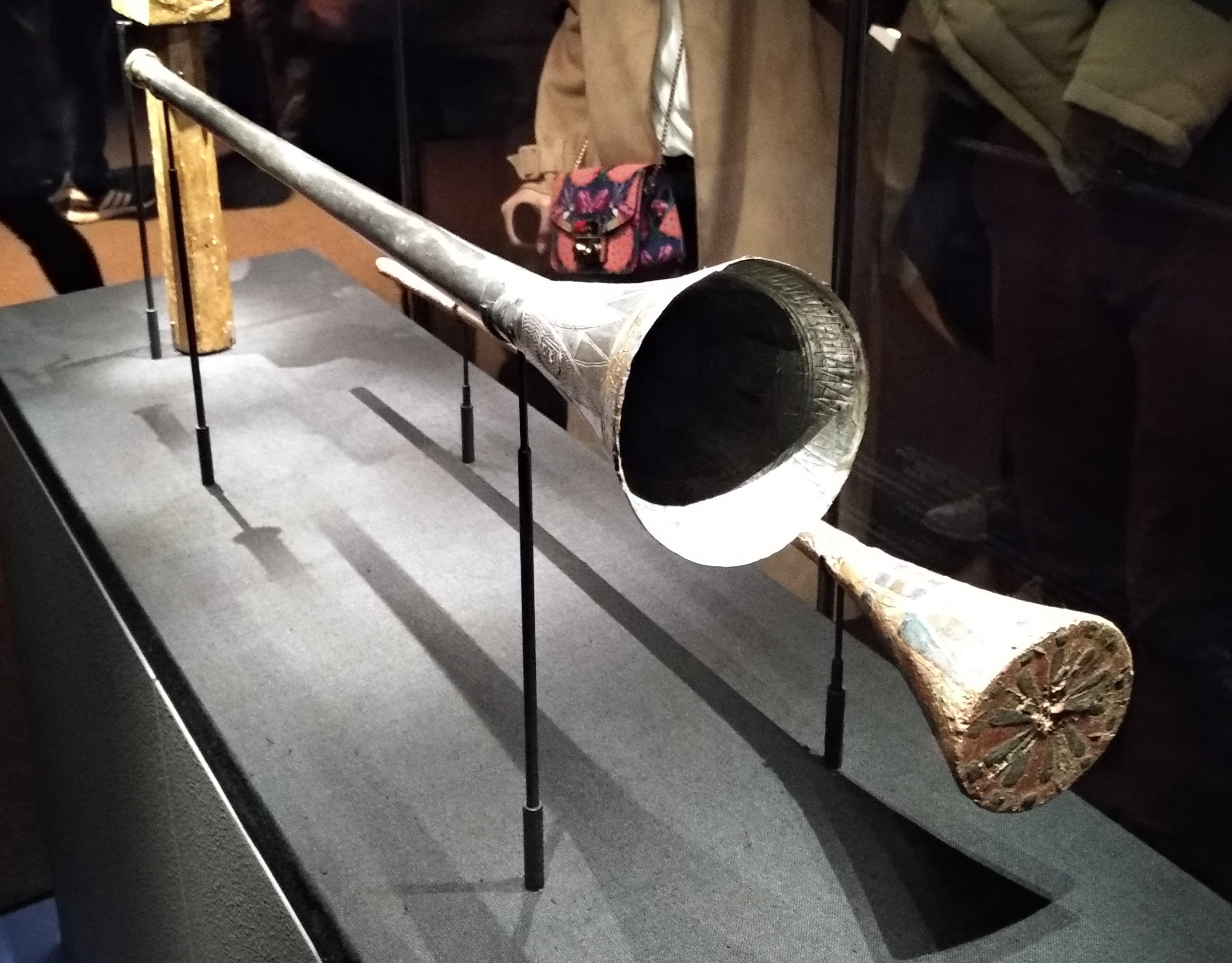
Trompeta de argint și aur și surdina de lemn
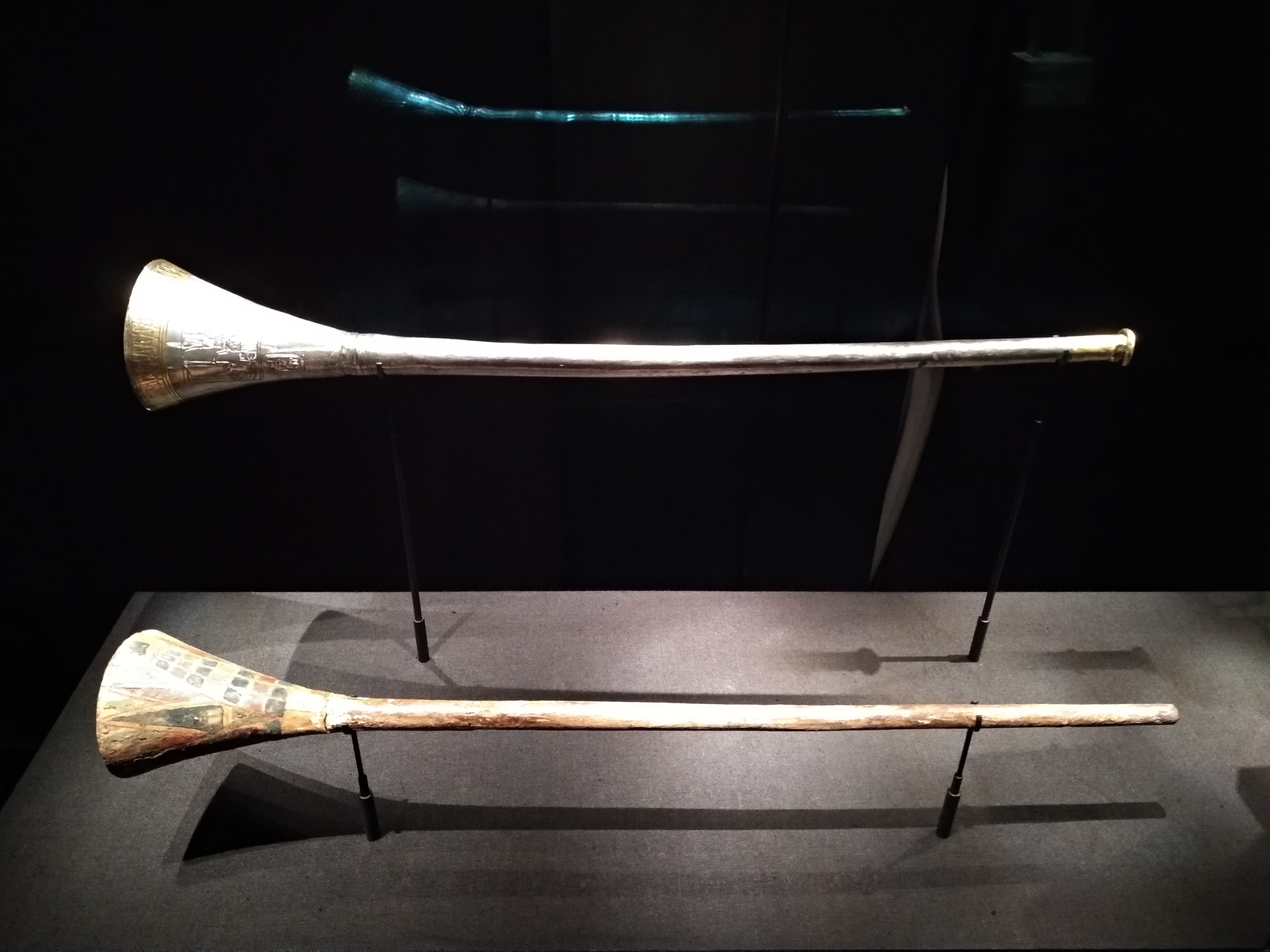
Aceleași obiecte